# Kurozwęcz (stacja kolejowa)
Kurozwęcz – nieczynny przystanek koszalińskiej kolei wąskotorowej w Kurozwęczu, w województwie zachodniopomorskim, w Polsce.